# Prinsessa Ruusunen
Prinsessa Ruusunen (en français La Belle au bois dormant) est un film de 1949 réalisé par Edvin Laine.

## Description
Le film est basé sur le conte populaire La Belle au bois dormant et sur une pièce de théâtre de Zacharias Topelius. Le rôle-titre du spectacle est interprété par Tuula Usva (fi). Aarne Laine (fi), qui joue le roi, est le frère du réalisateur, et la reine est l'épouse du réalisateur, Mirjam Novero (fi).
Leo Lehto remporte le prix Jussi de la meilleure conception de production en 1949 pour ce film. 

## Distribution
- Aarne Laine : le roi
- Mirjam Novero : la reine
- Annika-Sipilä : la Belle au bois dormant à 5 ans
- Tuula Usva : la Belle au bois dormant à 15 ans
- Martti Katajisto : le prince Florestan
- Siiri Angerkoski (fi) : Kunigunda, conseiller d'État
- Jalmari Rinne : le maréchal de la Cour
- Tarmo Manni : le chambellan
- Uuno Montonen : le maître de cuisine
- Kalle Viherpuu : le chef des échansons
- Birger Kortman : Sam
- Hilja Jorma : une dame d'honneur
- Aku Korhonen : le maître des elfes
- Arvo Lehesmaa : le cordonnier
- Irja Kuusla : la femme du cordonnier
- Joel Asikainen : le tailleur
- Litja Ilmari : la femme du tailleur
- Mauri Jaakkola : le chaudronnier
- Irja Viherpuu : la femme du chaudronnier
- Kaarlo Wilska : le savant
- Otto Noro : le tisserand
- Elsa Turakainen : Alice
- Ritva Waltari : Sanna à l'âge de 5 ans
- Olga Tainio : la mère de Leena
- Laina Laine : Sanna à l'âge de 105 ans
- Rauha Rentola : Barbro
- Ritva-Leena : Dorina
- Eeva-Kaarina Volanen : la Dame de Lumière, la bonne fée
- Enni Rekola : Tuonetar
- Rauha Puntti : Kuutar
- Trina Taipale : la nuit étoilée
- Maija-Liisa Ilmari : Päivätär
- Birgit Kinnunen : Sulotar
- Leena Häkinen : Koitar
- Veikko Uusimäki : un messager
- Eeva Maaria Aro : La Belle au bois dormant bébé
- Eeva-Liisa Peronkoski : une petite fille
- Sirkka Angerkoski : une demoiselle d'honneur
- Leo Ahonen : Pan
- Sirkka Hirvonen : Leukoija
- Pirkko Raitio : la baby-sitter
- Yrjö Aho : un cuisinier